# Mikuláš Horáček
Mikuláš Horáček (1799 – 3. července 1855) byl český a rakouský právník a politik, během revolučního roku 1848 poslanec Říšského sněmu.

## Biografie
Byl bohatým a renomovaným pražským advokátem. Uvádí se jako zemský advokát a vyšehradský syndikus.
Během revolučního roku 1848 se zapojil do politiky. Ve volbách roku 1848 byl zvolen na ústavodárný Říšský sněm. Zastupoval volební obvod Písek. Profesně se uvádí jako doktor práv. V seznamu poslanců z ledna 1849 již nefiguruje.
Zemřel v červenci 1855.
V Horáčkově rodině působil později (již po smrti Mikuláše) jako domácí učitel básník Vítězslav Hálek, který se zamiloval se jeho dcery Doroty.